# Adam Jaraczewski
Adam Jaraczewski herbu Zaremba (ur. 12 lutego 1785 w Lubini Małej koło Jarocina, zm. 22 lipca 1831 w Płocku) – generał brygady, syn Wojciecha i Ignacji Karczewskiej.

## Życiorys
W 1807 wstąpił do armii Księstwa Warszawskiego. Walczył kampanii napoleońskiej. Od 1815 był w armii Królestwa Polskiego, niebawem zrezygnował z uczestnictwa i osiadł w lubelskim. W powstaniu listopadowym był dowódcą jazdy lubelskiej i walczył pod Jakubowem, Ostrołęką, Łysobykami. Wykonał śmiały atak na Płońsk, gdzie rozbił rosyjski garnizon. Zmarł na cholerę w Płocku.
Około roku 1810 poślubił Elżbietę Krasińską (1791–1832), polską powieściopisarkę.
Był członkiem loży wolnomularskiej Bracia Zjednoczeni w drugim stopniu rytu („czeladnik”).
Został odznaczony krzyżem Legii Honorowej, oraz złotym krzyżem Virtuti Militari.
Pochowany został w Jaraczewie.